# Elipsoide de referencia

Un diagrama a escala del achatamiento del elipsoide de referencia del Servicio Internacional de Rotación de la Tierra y Sistemas de Referencia de 2003.
Elipse con la misma excentricidad que la de la Tierra, con el norte en la parte superior
Circunferencia con diámetro igual al eje menor de la elipse
Línea de Kármán, 100 km por encima del nivel del mar
Altitud de la Estación Espacial Internacional en órbita terrestre baja

Un elipsoide terrestre o esferoide terrestre es una figura matemática que se aproxima a la forma de la Tierra, y que se utiliza como sistema de referencia para los cálculos en geodesia, astronomía y las ciencias de la Tierra. Se han utilizado varios elipsoides diferentes como aproximaciones.
Es un esferoide (un elipsoide de revolución) cuyo eje menor (diámetro más corto), que conecta el polo norte y el polo sur geográficos, está aproximadamente alineado con el eje de rotación de la Tierra. El elipsoide está definido por el eje ecuatorial (a) y el eje polar (b); su diferencia radial es ligeramente superior a 21 km, o el 0,335 % de a (que no es exactamente 6400 km).
Existen muchos métodos para determinar los ejes de un elipsoide terrestre, que van desde la medición de arcos de meridiano hasta la geodesia satelital moderna o el análisis e interconexión de las redes geodésicas continentales. Entre los diferentes conjuntos de datos que han sido y son utilizados por las agencias cartográficas nacionales hay varios de especial importancia: el elipsoide de Bessel de 1841, el elipsoide de Hayford internacional de 1924 y (para el posicionamiento de los GPS) el elipsoide del Sistema Geodésico Mundial.

## Historia
En los primeros modelos sobre la forma de la tierra se empleaba la esfera, utilizada ya desde la Antigua Grecia.
En el siglo XVII, había dudas sobre si la Tierra sería una esfera perfecta o no. El 1688, Isaac Newton resolvió una controversia con Giovanni Domenico Cassini demostrando matemáticamente que la rotación de la Tierra generaría un achatamiento en la zona de los polos, y no en el ecuador. En la práctica eso no fue comprobado hasta medio siglo más tarde, por parte de dos expedicione que la Academia Francesa de Ciencias envió para resolver la cuestión: una de ellas, dirigida por Pierre Louis Maupertuis (1736-1737), viajó hasta el valle del Torne (cerca del polo norte de la Tierra); y la otra, bajo el mando de Pierre Bouguer (1735-1744) y Alexis-Claude Clairaut, conocida como la  misión geodésica francesa, se dirigió a lo que es el actual territorio del Ecuador, cerca del ecuador terrestre. Sus medidas demostraron que la Tierra era achatada, con un aplanamiento de 1:210. Esta aproximación a la forma real de la Tierra se convirtió en el nuevo elipsoide de referencia.
La medición del arco de meridiano llevó en 1791 a la definición del metro como la 10 millonésima parte de la distancia idealizada entre el polo y el ecuador. Debido a diferentes errores en la medición, que resultó ser un 0,022% demasiado corta, se redefinió en dos ocasiones, en 1793, y en 1799. El valor de 1799 se mantuvo durante muchos años como la definición oficial, aunque es un 0,197 ‰ demasiado corto. En 1983, el metro fue redefinido como la distancia que recorre la luz en el vacío en una cierta cantidad de tiempo.
En 1671 un astrónomo francés, Jean Richer (1630-1696), fue enviado por Luis XIV a la isla de Cayena, en la Guayana francesa para realizar algunas observaciones astronómicas. Su reloj fue ajustado de manera que el péndulo, de 1 metro de longitud, marcaba con exactitud los segundos en París (cuando el péndulo es corto, su ritmo es más rápido que cuando es largo). Al llegar a Cayena, que está cerca del Ecuador, Richer se encontró con que el reloj atrasaba cerca de dos minutos y medio por día. Tan pronto como fueron publicadas las leyes de Newton sobre la gravitación (1687) se pudo atribuir el retraso del reloj en Cayena a algún factor que reducía el valor de la gravedad cerca del Ecuador. Pronto se llegó a la conclusión de que el menor valor de la gravedad se debía a que la región ecuatorial está más lejos del centro de la Tierra que las regiones situadas más al norte o más al sur. Entonces, desde ese momento las medidas más exactas han revelado que la verdadera forma de la Tierra se asemeja a una esfera que ha sido comprimida en los ejes polares y que está ligeramente abultada alrededor del Ecuador. Esa forma es conocida, entre otros nombres, como elipsoide achatado.

## Tipos
Existen dos tipos de elipsoide: medio y de referencia.
Un conjunto de datos que describe el promedio global de la curvatura de la superficie terrestre se denomina elipsoide terrestre medio. Hace referencia a una coherencia teórica entre la latitud y la curvatura meridional del geoide. Este último es cercano al nivel del mar y, por lo tanto, un elipsoide terrestre ideal tiene el mismo volumen que el geoide.
Mientras que el elipsoide medio de la Tierra es la base ideal de la geodesia global, para las redes regionales los denominados elipsoides de referencia pueden ser la mejor opción. Cuando las mediciones geodésicas deben calcularse sobre una superficie de referencia matemática, esta superficie debe tener una curvatura similar a la del geoide regional; de lo contrario, la reducción de las mediciones contendrá pequeñas distorsiones.
Esta es la razón de la larga vida de los antiguos elipsoides de referencia como el de Hayford o el de Bessel, a pesar del hecho de que sus ejes principales se desvían varios cientos de metros de los valores modernos. Otra razón es judicial: para evitar problemas de delimitación, lo deseable es que las coordenadas de los millones de hitos que permiten fijar los límites parcelarios permanezcan sin cambios durante el mayor tiempo posible. Si su superficie de referencia cambia, sus coordenadas también cambian.
Sin embargo, para las redes internacionales, el posicionamiento GPS o la astronáutica, estas razones regionales son menos relevantes. Como el conocimiento de la forma de la Tierra es cada vez más preciso, la Unión Geocientífica Internacional IUGG generalmente adapta los ejes del elipsoide de la Tierra a los mejores datos disponibles.

### Elipsoide de referencia

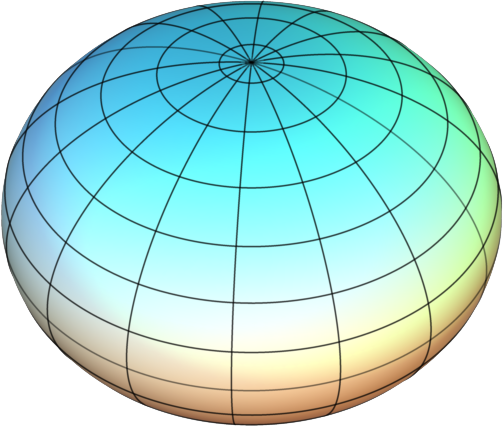
Esferoide achatado

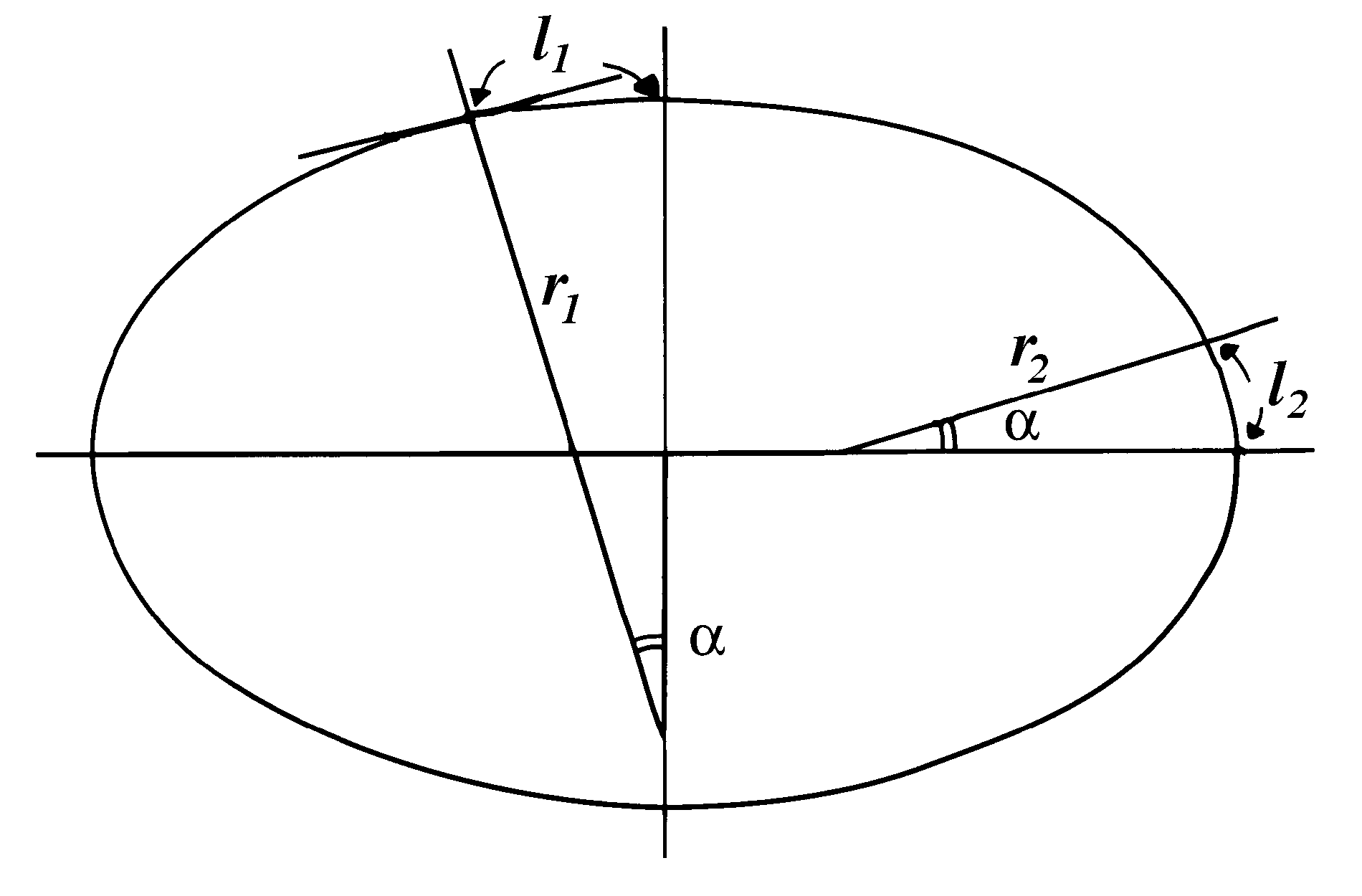
Si la Tierra tiene la forma de un elipsoide, la longitud de un grado de latitud varía con la latitud. Así, para un elipsoide achatado en los polos (caso de la figura), la longitud del grado disminuye desde los polos hacia el ecuador

En geodesia, un elipsoide de referencia es una superficie definida matemáticamente que se aproxima a la verdadera e imperfecta forma de la Tierra (o de cualquier otro cuerpo planetario), en oposición a una esfera perfecta, lisa e inalterada. Debido a su relativa simplicidad, los elipsoides de referencia se utilizan como la superficie preferida en la que se realizan los cálculos de las redes geodésicas y se definen las coordenadas de sus vértices mediante su latitud, su longitud y su elevación.
En el contexto de la estandarización y las aplicaciones geográficas, un elipsoide de referencia geodésico es el modelo matemático utilizado como base por las definiciones de un sistema de referencia espacial o de un sistema de referencia geodésico.

## Parámetros elipsoidales
En geofísica, geodesia y otras áreas relacionadas, la palabra elipsoide se entiende como un elipsoide oblato de revolución, y el término más antiguo esferoide oblato apenas se utiliza. Para los cuerpos que no se pueden aproximar bien mediante un elipsoide de revolución se utiliza un elipsoide triaxial (o escaleno).
La forma de un elipsoide de revolución está determinada por los parámetros de forma de la elipse que lo define. El semieje mayor de la elipse, a, se convierte en el radio ecuatorial del elipsoide: el semieje menor de la elipse, b, se convierte en la distancia desde el centro hasta cada polo. Estas dos longitudes especifican completamente la forma del elipsoide.
Sin embargo, en las publicaciones de geodesia, es común especificar el semieje mayor (radio ecuatorial) a y el achatamiento f, definido como:
{\displaystyle f={\frac {a-b}{a}}.}
Es decir, f es la cantidad de aplanamiento en cada polo, en relación con el radio en el ecuador. Esto a menudo se expresa como una fracción 1/m; m = 1/f es entonces el inverso del aplanamiento. En geodesia se utilizan muchos otros parámetros de la elipse, pero todos ellos se pueden relacionar con uno o dos de los mencionados anteriormente (a, b y f).
En el pasado se han utilizado muchos elipsoides para modelar la Tierra, con distintos valores asumidos de a y b, así como distintas posiciones asumidas del centro y distintas orientaciones del eje en relación con la Tierra sólida. A partir de finales del siglo XX, se han mejorado las mediciones de las órbitas de los satélites y las posiciones de las estrellas han proporcionado determinaciones extremadamente precisas del centro de masas de la Tierra y de su eje de revolución, y esos parámetros se han adoptado también para todos los elipsoides de referencia modernos.
El elipsoide WGS-84, ampliamente utilizado para cartografía y navegación por satélite, tiene un f cercano a 1/300 (más precisamente, 1/298,257223563, por definición), lo que corresponde a una diferencia de los semiejes mayor y menor de aproximadamente 21 kilómetros (13 mi) (más precisamente, 21,3846857548205 km). En comparación, la Luna es incluso menos elíptica, con un aplanamiento de menos de 1/825, mientras que el planeta Júpiter es visiblemente achatado en aproximadamente 1/15 y una de las lunas del planeta Saturno, Telesto, es altamente aplanada, y se modeliza mediante un elipsoide triaxial con f comprendido entre 1/3 y 1/2 (lo que significa que el diámetro polar está entre el 50% y el 67% del ecuatorial.

## Determinación
La medida del arco de meridiano es el método utilizado históricamente para determinar el elipsoide. Dos mediciones de un arco de meridiano permiten deducir los dos parámetros necesarios para determinar un elipsoide de referencia. Por ejemplo, si las mediciones se realizan hipotéticamente exactamente sobre el plano del ecuador y cualquiera de los polos geográficos, los radios de curvatura así obtenidos estarían relacionados con el radio ecuatorial y el radio polar, respectivamente a y b (véase: radio de curvatura polar y ecuatorial de la Tierra). Entonces, el achatamiento se obtendría fácilmente de su definición:
{\displaystyle f=(a-b)/a}.
Para dos mediciones de arco cada una en latitudes intermedias arbitrarias {\displaystyle \varphi _{i}}, {\displaystyle i=1,\,2}, la solución comienza a partir de una aproximación inicial para el radio ecuatorial {\displaystyle a_{0}} y para el aplanamiento {\displaystyle f_{0}}. El radio terrestre teórico {\displaystyle M_{0}(\varphi _{i})} se puede calcular en la latitud de cada medición de arco como:
{\displaystyle M_{0}(\varphi _{i})={\frac {a(1-e^{2})}{(1-e_{0}^{2}\sin ^{2}\varphi _{i})^{\frac {3}{2}}}}}
donde {\displaystyle e_{0}^{2}=2f_{0}-f_{0}^{2}}.
Entonces, las discrepancias entre los valores empíricos y teóricos del radio de curvatura se pueden expresar como {\displaystyle \delta M_{i}=M_{i}-M_{0}(\varphi _{i})}. Finalmente, las correcciones para el radio ecuatorial inicial {\displaystyle \delta a} y el aplanamiento {\displaystyle \delta f} se pueden resolver por medio de un sistema de ecuaciones lineales formulado a través de la linealización de {\displaystyle M}:
{\displaystyle \delta M_{i}\approx \delta a(\partial M/\partial a)+\delta f(\partial M/\partial f)}
donde las derivadas parciales son:
{\displaystyle \partial M/\partial a\approx 1}
{\displaystyle \partial M/\partial f\approx -2a_{0}(1-1.5\sin ^{2}\varphi _{i})}
Los arcos más largos con múltiples determinaciones de latitud intermedia pueden determinar completamente el elipsoide que mejor se ajusta a la región estudiada. En la práctica, se utilizan múltiples mediciones de arco para determinar los parámetros del elipsoide mediante el método de ajuste por mínimos cuadrados. Los parámetros determinados son generalmente el semieje mayor, {\displaystyle a}, y cualquiera de los semiejes menores, {\displaystyle b}, el achatamiento o la excentricidad.
Los errores de medición a escala regional observados en las mediciones del radio de curvatura reflejan el geoide y la deflexión de la vertical, como se detalla en el artículo dedicado a la nivelación astrogeodésica.
La gravimetría es otra técnica utilizada para determinar el aplanamiento de la Tierra, aplicando el teorema de Clairaut.
El geodesia moderna ya no se utiliza la medición de arcos de meridiano simples o redes de triangulación terrestre, sino que se recurre a los métodos de geodesia satelital, y especialmente a la gravimetría.

## Elipsoides terrestres históricos

Radios ecuatorial (a), polar (b) y medio de la Tierra según se define en la revisión de 1984 del Sistema Geodésico Mundial (no a escala)

Los modelos de elipsoides de referencia que se enumeran a continuación han sido útiles en el trabajo geodésico, y muchos de ellos todavía se utilizan. Los elipsoides más antiguos llevan el nombre de la persona que los definió y se indica el año de desarrollo. En 1887, un topógrafo inglés, el coronel Alexander Ross Clarke, recibió la Medalla de Oro de la Royal Society por su trabajo en la determinación de la figura de la Tierra. El elipsoide internacional fue desarrollado por John Fillmore Hayford en 1910 y adoptado por la Unión Internacional de Geodesia y Geofísica (IUGG) en 1924, que lo recomendó para su uso internacional.
En la reunión de 1967 de la IUGG celebrada en Lucerna, Suiza, se recomendó la adopción del elipsoide denominado GRS-67 (Geodetic Reference System 1967). No se recomendó que el nuevo elipsoide sustituyera al Elipsoide Internacional (1924), pero se abogó por su uso cuando se requiriese un mayor grado de precisión. Pasó a formar parte del GRS-67, que fue aprobado y adoptado en la reunión de 1971 de la IUGG celebrada en Moscú. Se utilizó en Australia para el Datum Geodésico Australiano y en el South American Datum de 1969.
El GRS-80 (Sistema de Referencia Geodética de 1980), aprobado y adoptado por la IUGG en su reunión de Canberra, Australia, de 1979, se basó en el radio ecuatorial (semieje mayor del elipsoide terrestre) {\displaystyle a}, la masa total {\displaystyle GM}, el factor de forma dinámico {\displaystyle J_{2}} y la velocidad angular de rotación {\displaystyle \omega }, lo que convierte el aplanamiento inverso {\displaystyle 1/f} en una cantidad derivada. La mínima diferencia en {\displaystyle 1/f} observada entre el GRS-80 y el WGS-84 resulta de un truncamiento involuntario en las constantes definitorias de este último: mientras que el WGS-84 fue diseñado para adherirse estrechamente al GRS-80, incidentalmente el aplanamiento derivado del elipsoide WGS-84 resultó ser ligeramente diferente del aplanamiento del elipsoide GRS-80 porque el coeficiente gravitacional armónico zonal de segundo grado normalizado, que se derivó del valor GRS-80 para {\displaystyle J_{2}}, se truncó a ocho dígitos significativos en el proceso de normalización.
Un modelo elipsoidal describe solo la geometría del elipsoide y una fórmula del campo de gravedad normal que lo acompaña. Comúnmente, un modelo elipsoidal es parte de un datum geodésico más amplio. Por ejemplo, el antiguo ED-50 (European Datum 1950) se basa en el elipsoide de Hayford. El sistema del WGS84 es peculiar en el sentido de que se utiliza el mismo nombre tanto para el sistema de referencia geodésico completo como para el modelo elipsoidal. Sin embargo, los dos conceptos (modelo elipsoidal y sistema de referencia geodésico) siguen siendo distintos.
Nótese que el mismo elipsoide puede conocerse por diferentes nombres. Para establecer una identificación inequívoca, es mejor mencionar las constantes que lo definen.
| Nombre del elipsoide de referencia                                              | Radio ecuatorial (m) | Radio polar (m) | Aplanamiento inverso | Dónde se utiliza                       |
| ------------------------------------------------------------------------------- | -------------------- | --------------- | -------------------- | -------------------------------------- |
| Maupertuis (1738)                                                               | 6.397.300            | 6.363.806,283   | 191                  | Francia                                |
| Plessis (1817)                                                                  | 6.376.523,0          | 6.355.862,9333  | 308,64               | Francia                                |
| Everest (1830)                                                                  | 6.377.299,365        | 6.356.098,359   | 300,80172554         | India                                  |
| Everest 1830 Modified (1967)                                                    | 6.377.304,063        | 6.356.103,0390  | 300,8017             | Malasia Occidental & Singapur          |
| Everest 1830 (1967 Definition)                                                  | 6.377.298,556        | 6.356.097,550   | 300,8017             | Brunéi & Malasia Oriental              |
| Airy (1830)                                                                     | 6.377.563,396        | 6.356.256,909   | 299,3249646          | Gran Bretaña                           |
| Bessel (1841)                                                                   | 6.377.397,155        | 6.356.078,963   | 299,1528128          | Europa. Japón                          |
| Clarke (1866)                                                                   | 6.378.206,4          | 6.356.583,8     | 294,9786982          | América del Norte                      |
| Clarke (1878)                                                                   | 6.378.190            | 6.356.456       | 293,4659980          | América del Norte                      |
| Clarke (1880)                                                                   | 6.378.249,145        | 6.356.514,870   | 293,465              | Francia. África                        |
| Helmert (1906)                                                                  | 6.378.200            | 6.356.818,17    | 298,3                | Egipto                                 |
| Hayford (1910)                                                                  | 6.378.388            | 6.356.911,946   | 297                  | Estados Unidos                         |
| International (1924)                                                            | 6.378.388            | 6.356.911,946   | 297                  | Europa                                 |
| Krassovsky (1940)                                                               | 6.378.245            | 6.356.863,019   | 298,3                | URSS. Rusia. Rumanía                   |
| WGS66 (1966)                                                                    | 6.378.145            | 6.356.759,769   | 298,25               | Estados Unidos/Departamento de Defensa |
| Australian National (1966)                                                      | 6.378.160            | 6.356.774,719   | 298,25               | Australia                              |
| New International (1967)                                                        | 6.378.157,5          | 6.356.772,2     | 298,24961539         |                                        |
| GRS-67 (1967)                                                                   | 6.378.160            | 6.356.774,516   | 298,247167427        |                                        |
| South American (1969)                                                           | 6.378.160            | 6.356.774,719   | 298,25               | América del Sur                        |
| WGS-72 (1972)                                                                   | 6.378.135            | 6.356.750,52    | 298,26               | Estados Unidos/Departamento de Defensa |
| GRS-80 (1979)                                                                   | 6.378.137            | 6.356.752,3141  | 298,257222101        | Global ITRS                            |
| WGS-84 (1984)                                                                   | 6.378.137            | 6.356.752,3142  | 298,257223563        | Global GPS                             |
| Servicio Internacional de Rotación de la Tierra y Sistemas de Referencia (1989) | 6.378.136            | 6.356.751,302   | 298,257              |                                        |
| IERS (2003)                                                                     | 6,378,136.6          | 6,356,751.9     | 298.25642            | [ 12 ]                                 |